# Pseudogonia madagascariensis
Pseudogonia madagascariensis là một loài ruồi trong họ Tachinidae.